# Новий музей
Новий музей (нім. Neues Museum) — музей в Берліні, розташовується на Музейному острові і є об'єктом Світової спадщини ЮНЕСКО. Будівля музею, побудована в 1843–1855 роках в стилі пізнього класицизму, вважається головним творінням учня Карла Шинкеля Фрідріха Августа Штюлера і відомим зразком музейної архітектури XIX століття.
Будівля Нового музею серйозно постраждала у Другу світову війну і десятиліттями залишалася в руїнах. Відновлення будівлі було розпочато в 1986 році. Після урочистого відкриття відновленого музею 16 жовтня 2009 у ньому розміщується Єгипетський музей і зібрання папірусів зі знаменитим бюстом Нефертіті, а також Музей доісторичного періоду і ранньої історії.
Необхідність будівництва Другого музею на Музейному острові виникла у зв'язку з браком площ у Старому музеї. У Новому музеї передбачалося розмістити колекції гіпсових зліпків, Єгипетського музею, Музей вітчизняних старожитностей, етнографічну колекцію і гравюрний кабінет. Будівельні роботи почалися 19 червня 1841 року під керівництвом комісії, призначеної Фрідріхом Вільгельмом IV. До складу комісії зокрема входили генеральний директор королівських музеїв Ігнац фон Ольферс і Фрідріх Август Штюлер.

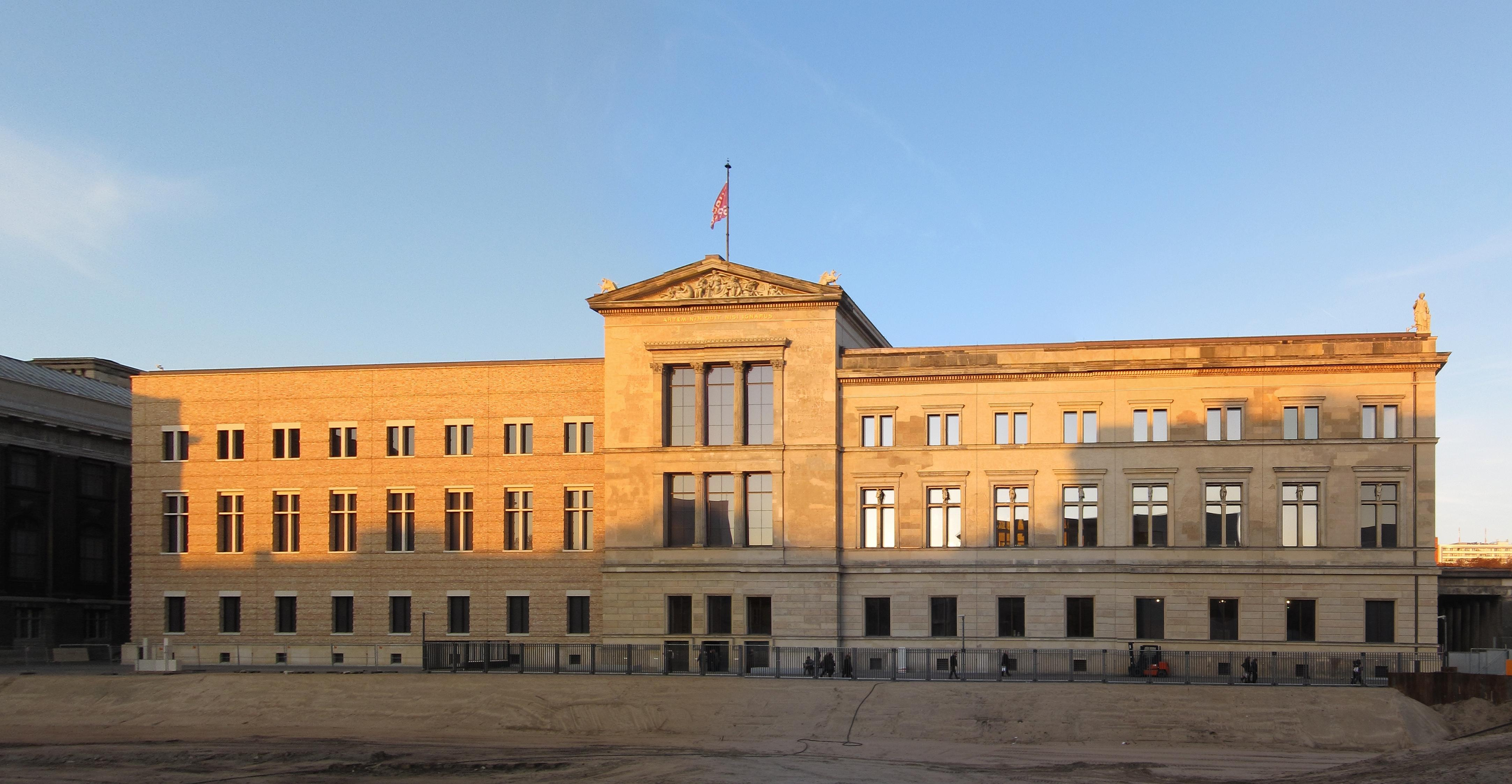
Західний фасад Нового музею. 2009
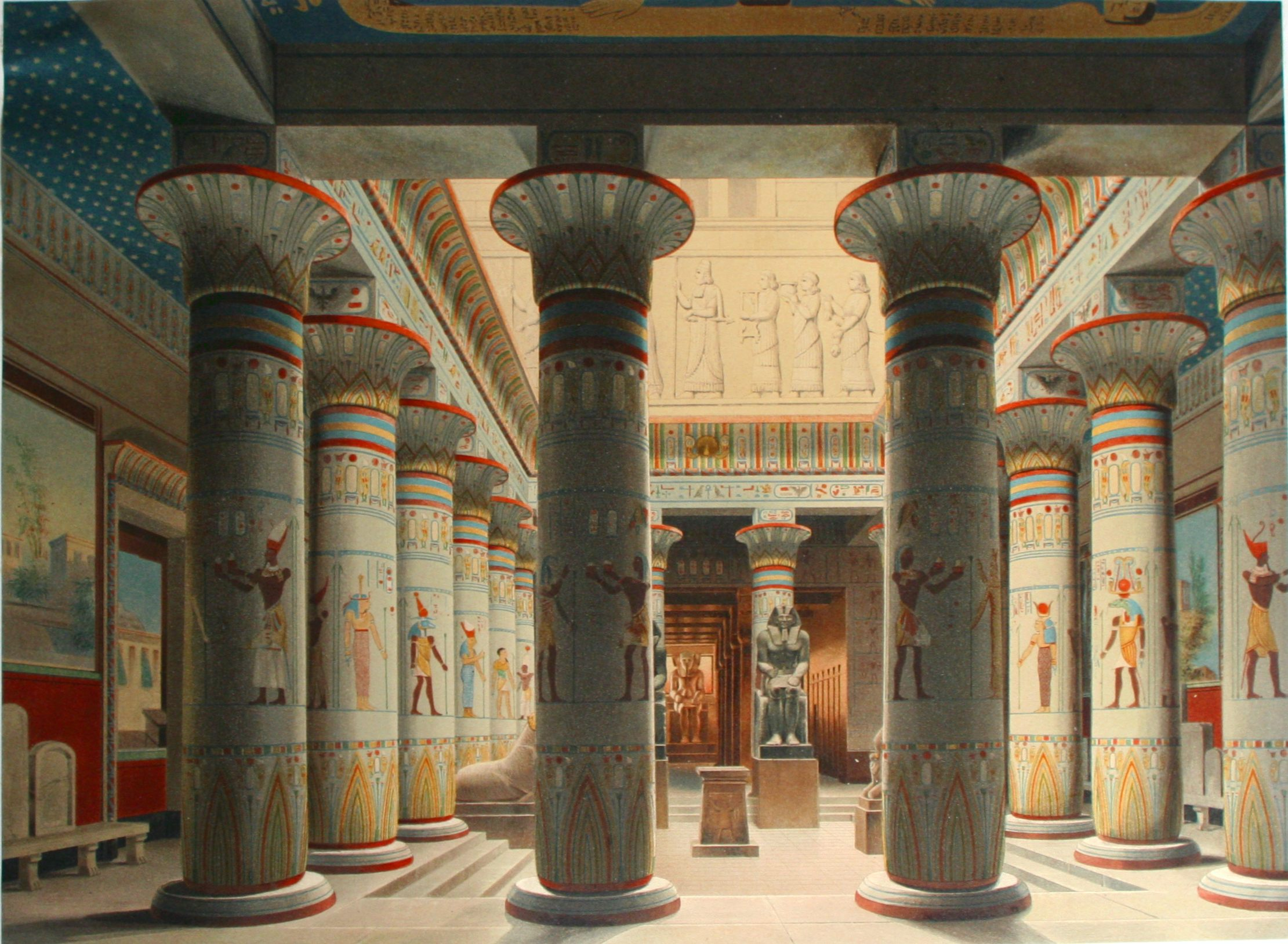
Єгипетський двір Нового музею. 1862
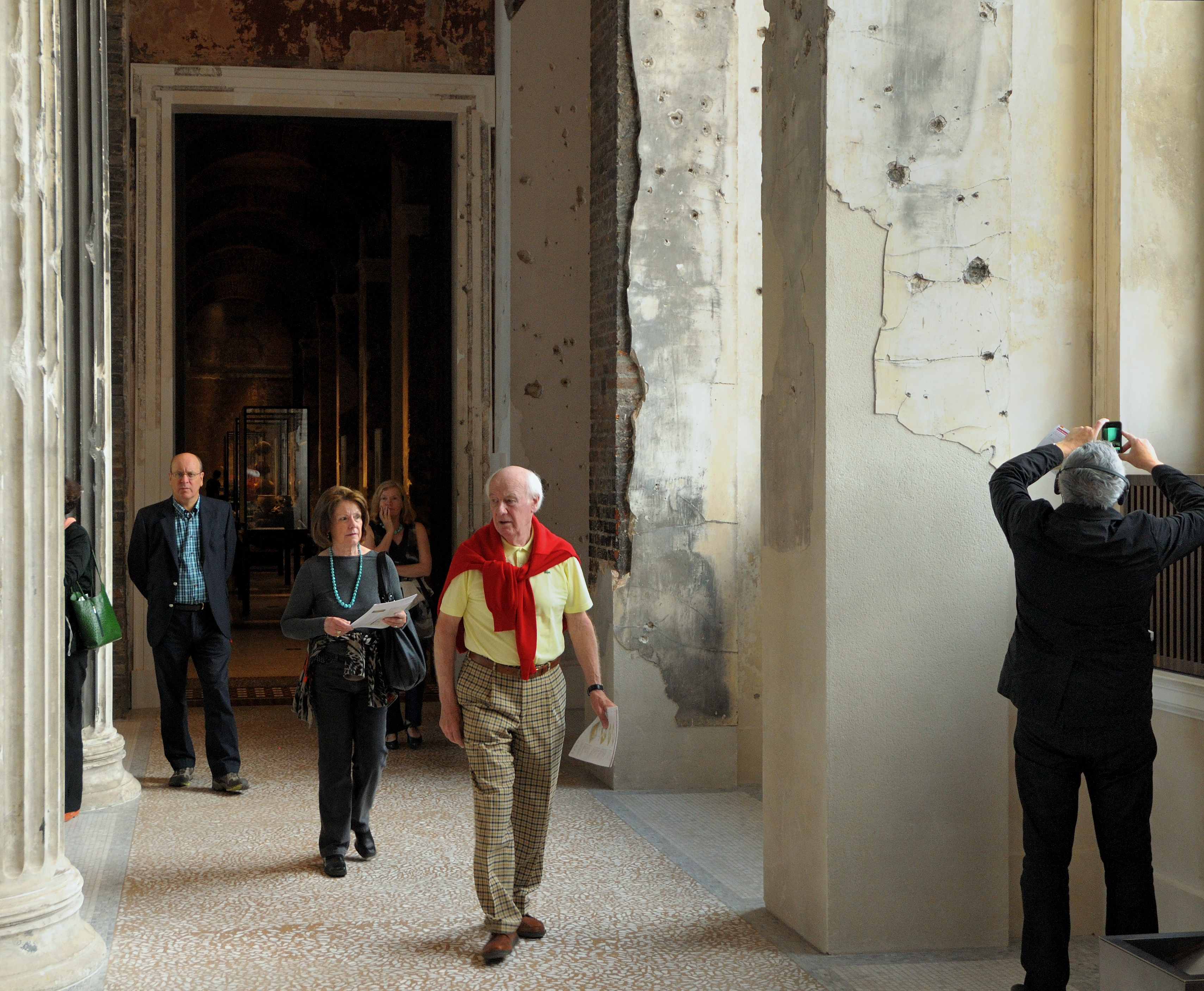
Нагадування про минуле